# Gorges du Tarn
Gorges du Tarn je kaňon hluboký místy až 500 m vytvořený řekou Tarn. Toto údolí od sebe odděluje vápencové plošiny Causses Méjean a Causses Sauveterre. Největší část údolí se nalézá ve francouzském departementu Lozère, ale zasahuje částečně i do departementu Aveyron mezi městy Quezac a Le Rozier v délce cca 53 km.